# 十枚荘温泉
十枚荘温泉（じゅうまいそうおんせん）は山梨県南巨摩郡南部町にある温泉（鉱泉）。

## 泉質
- カルシウム・ナトリウムー塩化物冷鉱泉
  - 泉温　13.8℃
  - 源泉温度が低いため、加温している。

## 温泉地
南部町の山あい、富士川水系の戸栗川沿いに一軒宿の「十枚荘温泉」が存在する。日帰り入浴可能。
北方向には船山温泉がある。浴室は男女別の内風呂のみ。料理は猪肉やジビエなど山の幸を使った食材が提供されている。

## 歴史
- 1992年（平成4年）- 敷地内の地下1500メートルより温泉掘削。開湯。

## アクセス
鉄道
- JR身延線・内船駅より車で10分。

自動車
- 中部横断自動車道富沢ICより国道52号経由、車で10分。